# Autoportrait à soixante-neuf ans
Autoportrait à soixante-neuf ans (en italien, Autoritratto a sessantanove anni) est une peinture à l'huile sur toile (105 × 97 cm) du peintre italien Giovanni Boldini. Datée de 1911, elle est conservée au musée Giovanni Boldini à Ferrare.

## Description
Boldini se représente dans son atelier parisien du boulevard Berthier. Sa silhouette corpulente se détache sur un arrière-plan indistinct, tracé à coups de pinceau énergiques et sommaires. Assis sur une chaise Louis XVI, composante de la décoration de sa maison-atelier où il a souvent fait poser ses modèles, il semble se retourner à l'arrivée inopinée d'un visiteur et adresser à celui-ci un regard scrutateur filtré par son pince-nez, dans une attitude fière et méprisante.

## Analyse
Le peintre se décrit sans indulgence excessive. La gamme chromatique, composée d'une symphonie de tonalités brunes, rehausse son visage replet et rosé, sa grosse tête chauve et ses mains nerveuses. Son attitude rappelle l'un des deux autoportraits au pastel que Jean Siméon Chardin avait exposé de manière provocatrice au Salon de 1771 : Boldini, comme lui, y offre l'image d'un peintre sûr de lui, conscient de sa fonction, qui domine encore la scène artistique parisienne et internationale.
L'œuvre appartient à la phase de maturité de la carrière de l'artiste. Sur un fond indéfini, Boldini se représente nonchalamment et avec son bras droit appuyé sur le dossier de la chaise, en train de se retourner comme s'il avait été rappelé par un invité de passage dans l'atelier. Simple mais extrêmement efficace, sans détails qui parlent de son métier de peintre, cette effigie restitue pleinement le caractère fier et perspicace des portraits de Boldini qui nous scrutent sagement à travers les verres de leurs lunettes. La palette sombre et presque austère de la composition, jouée sur une gamme raffinée de noirs et de bruns d'où émerge le visage du maître, intense, trahit l'admiration toujours vive pour la grande peinture espagnole et hollandaise du XVIIe siècle que Boldini admire et a étudié.